# Roșia (Bihor)
Pour les articles homonymes, voir Roșia.
Roșia est une commune roumaine du județ de Bihor, en Transylvanie, dans la région historique de la Crișana et dans la région de développement Nord-Ouest.

## Géographie
La commune de Roșia est située dans le sud-est du județ, sur la rivière Roșia, affluent du Crișul Negru, dans les Monts Pădurea Craiului, à 22 km au nord de Beiuș et à 70 km au sud-est d'Oradea, le chef-lieu du județ.
La municipalité est composée des deux villages suivants, nom hongrois, (population en 2002) :
- Lazuri de Roșia, Lárurihegy (447) ;
- Roșia, Biharrósa (2 189).

## Histoire
La commune, qui appartenait au royaume de Hongrie, en a donc suivi l'histoire.
Après le compromis de 1867 entre Autrichiens et Hongrois de l'empire d'Autriche, la principauté de Transylvanie disparaît et, en 1876, le royaume de Hongrie est partagé en comitats. Roșia intègre le comitat de Bihar (Bihar vármegye).
À la fin de la Première Guerre mondiale, l'Empire austro-hongrois disparaît et la commune rejoint la Grande Roumanie au traité de Trianon.
En 1940, à la suite du deuxième arbitrage de Vienne, elle n'est pas annexée par la Hongrie et reste sous la souveraineté roumaine.

## Politique
| Période                                  | Période  | Identité     | Étiquette | Qualité |
| ---------------------------------------- | -------- | ------------ | --------- | ------- |
| Les données manquantes sont à compléter. |          |              |           |         |
| 2008                                     | En cours | Florin Bonca | PNL       |         |

| Parti | Parti                        | Sièges |
| ----- | ---------------------------- | ------ |
|       | Parti social-démocrate (PSD) | 5      |
|       | Parti national libéral (PNL) | 5      |
|       | Parti écologiste roumain     | 1      |

## Religions
En 2002, la composition religieuse de la commune était la suivante :
- Chrétiens orthodoxes, 87,63 % ;
- Pentecôtistes, 12,32 %.

## Démographie
En 1910, à l'époque austro-hongroise, la commune comptait 2 686 Roumains (98,53 %) et 30 Hongrois (1,10 %).
En 1930, on dénombrait 2 535 Roumains (98,48 %), 11 Hongrois (0,43 %), 7 Juifs (0,27 %) et 20 Roms (0,78 %).
En 1956, après la Seconde Guerre mondiale, 3 035 Roumains (99,64 %) côtoyaient 9 Hongrois (0,30 %).
En 2002, la commune comptait 2 636 Roumains soit la totalité de la population (100 %). On comptait à cette date 900 ménages et 884 logements.
| 1880  | 1890  | 1900  | 1910  | 1920  | 1930  | 1941  | 1956  | 1966  |
| ----- | ----- | ----- | ----- | ----- | ----- | ----- | ----- | ----- |
| 2 006 | 2 163 | 2 427 | 2 726 | 2 473 | 2 574 | 2 823 | 3 046 | 2 992 |

| 1977  | 1992  | 2002  | 2007  | - | - | - | - | - |
| ----- | ----- | ----- | ----- | - | - | - | - | - |
| 3 048 | 2 863 | 2 636 | 2 570 | - | - | - | - | - |

## Économie
L'économie de la commune repose sur l'agriculture, l'élevage, l'exploitation des forêts, l'artisanat traditionnel. La commune possède un important potentiel touristique: paysages, nombreuses grottes, rivières de montagne et gorges.

## Communications

### Routes
Roșia est située sur la route régionale DJ764 qui rejoint vers le sur Căbești, Remetea et Beiuș.

## Lieux et monuments
- Roșia, église orthodoexe de 1895[6] ;
- Roșia, église évangélique datant du XIIIe siècle[6] ;
- Lazuri de Roșia, église orthodoxe St Nicolas datant de 1756[6].